# Usina Hidrelétrica Paulo Afonso IV
A Usina Hidrelétrica Paulo Afonso IV, também conhecida como PA IV, é a maior usina do Complexo Hidrelétrico de Paulo Afonso, produzindo 2.462,4 megawatts de energia, gerada a partir da força das águas da Cachoeira de Paulo Afonso, localizada no rio São Francisco. Entrou em operação em 1979.